# محور جمال حمدان
محور جمال حمدان - سابقًا محور المراغة - هو محور في مدينة المراغة، سوهاج ويربط غرب النيل بشرق النيل.

## المواصفات
محور جمال حمدان أعلى النيل يتم تنفيذه بطول 4.3 كيلو مترات، بتكلفة 315 مليون جنيه، ويربط بين طريق أسوان الزراعي الغربي، وطريق أسوان الزراعي الشرقي، ويعبر نهر النيل بكوبري طوله 570 مترا.